# Program Operacyjny Polska Wschodnia
Program Operacyjny Polska Wschodnia – dokument szczegółowy wynikający z Umowy Partnerskiej podpisanej przez Radę Ministrów 8 stycznia 2014 roku. Dostępna kwota środków jest równa 2 1172 mld euro. Program realizowany będzie w 5 województwach wschodniej Polski w latach 2014–2020 zgodnie ze Strategią rozwoju społeczno-gospodarczą Polski Wschodniej do 2020: lubelskim, podlaskim, podkarpackim, świętokrzyskim i warmińsko-mazurskim.

## Beneficjenci
Główni beneficjenci POPW:
- szkoły wyższe;
- jednostki samorządu terytorialnego oraz związki i stowarzyszenia z ich udziałem;
- jednostki naukowe, w tym podstawowe jednostki organizacyjne szkół wyższych;
- jednostki badawczo-rozwojowe, w tym jednostki Polskiej Akademii Nauk;
- przedsiębiorcy;
- organizacje pozarządowe;
- Generalna Dyrekcja Dróg Krajowych i Autostrad;
- instytucje ważne dla regionów z punktu widzenia rozwoju regionalnego;
- instytucje otoczenia biznesu i innowacji (fundacje i agencje rozwoju regionalnego i lokalnego, kluby biznesu, centra obsługi inwestora, izby gospodarcze, centra transferu technologii, parki technologiczne, parki przemysłowe; inkubatory przedsiębiorczości).

## Cele
Głównym celem jest wzrost konkurencyjności i innowacyjności regionów Polski Wschodniej poprzez: 
- wsparcie w obszarze innowacyjności i B+R,
- wsparcie konkurencyjności przedsiębiorstw w szczególności w obszarze internacjonalizacji,
- wsparcie w zakresie poprawy efektywności układów transportowych miast wojewódzkich i ich obszarów funkcjonalnych,
- wsparcie w zakresie zwiększenia spójności wewnętrznej makroregionu.